# Promotion d’Honneur (Neukaledonien)
Die Promotion d’Honneur ist die zweithöchste Fußballspielklasse im neukaledonischen Ligensystem. Auf der Hauptinsel Grande Terre wird sie in zwei Divisionen ausgespielt. Je acht Mannschaften spielen in der Division der Nord- und  der der Südprovinz. Aktuelle Meister sind im Norden der RC Poindimié (Stand: Saison 2008/09) und im Süden Mouli Sport (Stand: Saison 2007/08). Die Sieger besitzen das Recht zum Aufstieg in die Division d’Honneur, wenn sie nicht darauf verzichten.

## Bisherige Sieger

### Nordprovinz (Province Nord)
| Saison  | Sieger             |
| ------- | ------------------ |
| 2010    | AS Goa             |
| 2009    | JS Baco            |
| 2008/09 | RC Poindimié       |
| 2007/08 | Hienghène Sport    |
| 2006/07 | Hienghène Sport    |
| 2005/06 | AS Témala Ouélisse |
| 2004/05 | Hienghène Sport    |
| 2003/04 | RS Koumac          |
| 2002/03 | ASLN Kouaoua       |
| 2002    | AS Poum            |

### Südprovinz (Province Sud)
| Saison  | Sieger         |
| ------- | -------------- |
| 2010    | AS Thio Sport  |
| 2009    | AS Kunié       |
| 2008/09 | Gaïtcha FCN    |
| 2007/08 | Mouli Sport    |
| 2006/07 | Gaïtcha FCN    |
| 2005/06 | AS Lössi       |
| 2004/05 | AS Thio Sport  |
| 2003/04 | CA Saint-Louis |
| 2002/03 | Gaïtcha FCN    |
| 2002    | USC Nouméa     |